# Клузоне
Клузоне (итал. Clusone) — коммуна в Италии, находится в регионе Ломбардия, подчиняется административному центру Бергамо.
Население составляет 8461 человек (2004), плотность населения составляет 326 чел./км². Занимает площадь 25 км². Почтовый индекс — 24023. Телефонный код — 0346.
Покровителем коммуны почитается святой Иоанн Креститель, празднование 24 июня. В коммуне особо празднуется Успение Пресвятой Богородицы. Праздник также ежегодно празднуется 3 февраля.

## Города-побратимы
- Ле-Ренси, Франция